# Танагра вогнистогорла
Тана́гра вогнистогорла (Wetmorethraupis sterrhopteron) — вид горобцеподібних птахів родини саякових (Thraupidae). Мешкає в Перу і Еквадорі. Це єдиний представник монотипового роду Вогнистогорла танагра (Wetmorethraupis), названого на честь американського орнітолога Александера Ветмора.

## Опис
Довжина птаха становить 17-18 см. Голова і верхня частина тіла чорні, покривні пера крил і махові пера фіолетові. Горло і груди оранжеві, решта нижньої частини тіла кремова або світло-охриста.

## Поширення і екологія
Вогнистогорлі танагри мешкають в горах Кордильєра-дель-Кондор в еквадорській провінції Самора-Чинчипе, на західному березі річки Нангаріца, та в долинах річок Мараньйон, Сенепа і Нієва в перуанському регіоні Амазонас. Вони живуть у вологих рівнинних тропічних лісах. Зустрічаються парами або невеликими зграйками до 5 птахів, на висоті від 600 до 800 м над рівнем моря. Іноді приєднуються до змішаних зграй птахів. Живляться плодами і комахами.

## Збереження
МСОП класифікує цей вид як вразливий. За оцінками дослідників, популяція вогнистогорлих танагр становить від 6000 до 15000 птахів. Їм загрожує знищення природного середовища.